# Porkeri
Porkeri (IPA: [ˈpɔɻtʃʰɹɪ], danska: Porkere) är en ort i Vágsfjørður på Suðuroy i Färöarna. Porkeri utgör hela Porkeris kommun och ligger nära grannorterna Vágur och Hov. Ortens främsta turistattraktion är den gamla träkyrkan från 1847, och i orten finns dessutom ett litet museum. Vid folkräkningen 2015 hade Porkeri 297 invånare.

## Historia
Sägnen säger att de första bosättarna i området här fann små skelettrester från grisklövar (färöiska: purkur) i jorden, som de sedan byggde in med en stenmur. Därför fick platsen namnet Purkurgerði, som senare blev Porkeri. Gamla ruinrester från 700-talet i området tyder på att kelter har bott här. Arkeologerna har, förutom kyrkorester, funnit tecken på att folk bosatt sig här omkring år 1000. Det finns planer på vidare utgrävningar i orten. Första gång Porkeri omnämndes i skrift är i en kunglig jordbok från 1350, i de så kallade Hundbrevet, som omtalar en hundägare från Porkeri.
De flesta menar att det var först på senare tid började byggas ordentligt i orten, tidigare fanns endast några enstaka hus. Två stenhus har restaurerats som härstammar från 1570, och ytterligare ett från 1850 har restaurerats. De tre husen har sedan blivit en viktig attraktion för det historiska Färöarna. 1801 hade orten 95 invånare fördelat på 16 hus. 1950 hade befolkningen ökat till 461 invånare, och vid folkräkningen 2012 hade Porkeri 314 invånare. Dagens Porkeri består idag främst av hus byggda från 1890 till idag. Man kan än idag se de gamla kaptensbostäderna uppförda mellan 1900 och 1935 som ligger i en lång rad från hamnen upp mot ortens centrum.
Familjerna i orten var tidigare mycket beroende av havet, med fiske, fågelfångst, valfångst och torvproduktion. Torvbåtarna överlastades ofta; den sista allvarliga olyckan inträffade 1952, då en båt förolyckades i ett oväder och en besättning på fyra män omkom. Många fiskare och sjömän från Porkeri har genom tiderna fått sin grav i havet, och dessa har fått ett eget minnesmärke (tillsammans med sina namn) på orten.

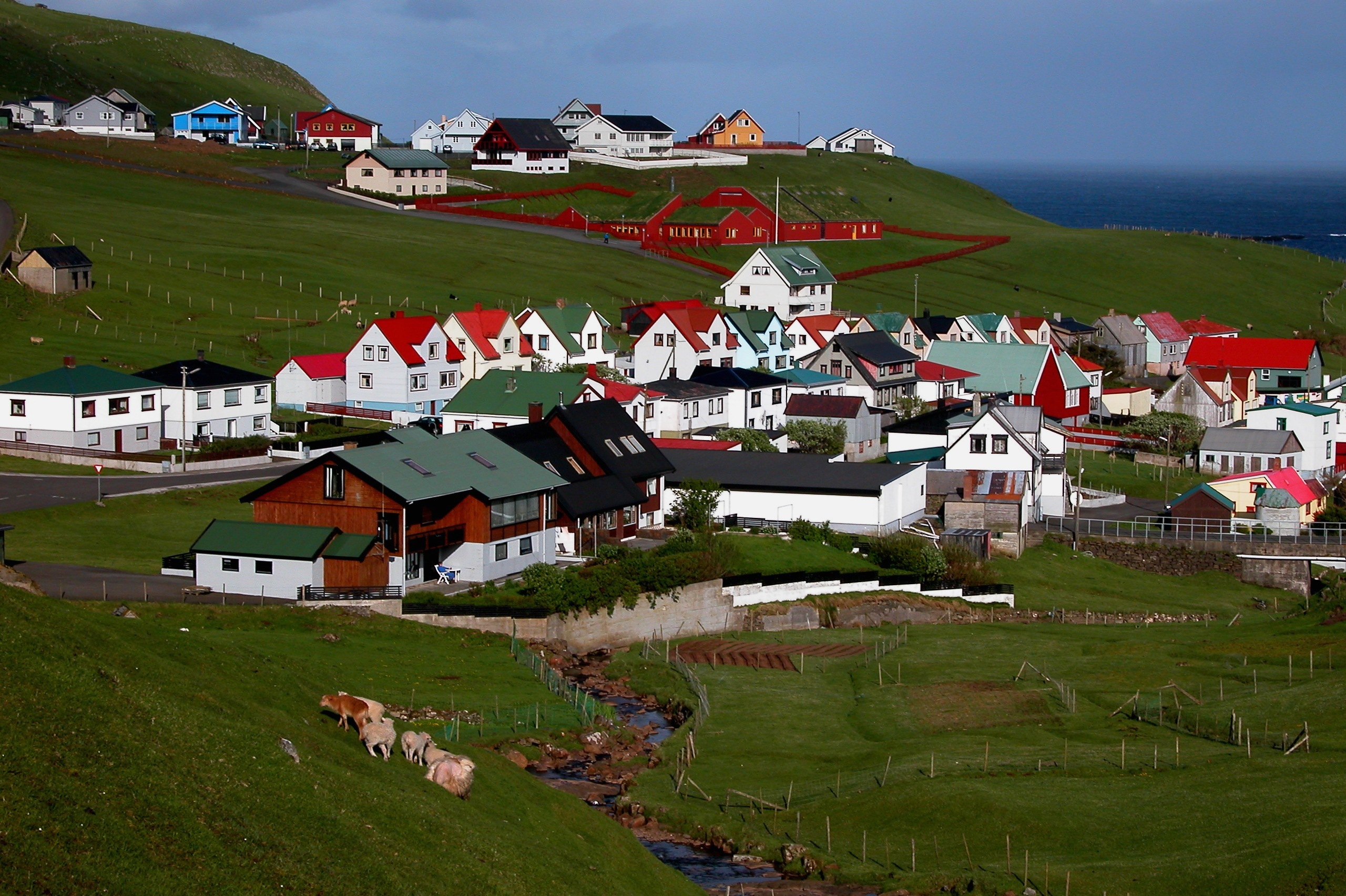

Porkeri är känt för att bygdens män från 1880-talet åkte upp mot Island och Grönland (se Kangerluarsoruseq som också är känt som Føroyingahavnin (Färingahamnen)), och Newfoundland med skonerter och slupar. Dessa män åkte i egna båtar eller som manskap och styrmän på andras båtar. Det gav en så god avkastning att många fick råd att bygga sina egna hus.
Dagens Porkeri är fortfarande delvis en fiskeby. Många ättlingar till sjömän har fortsatt i samma spår som sina förfäder med dagens moderna fiske- och handelsfartyg. Över lag är många av ortens invånare sysselsatta inom fiskeindustrin.
Porkeri är också känt som en av Färöarnas bästa platser för odling av korn. Fram till 1950-talet hade varje familj i orten en ko var. Då det 1960 grundades ett mejeri för hela Färöarna i Torshamn gick man i Porkeri över till endast avel av kor och mjölkproduktion för egen konsumtion.

## Befolkningsutveckling
| Befolkningsutvecklingen i Porkeri 1985–2015 | Befolkningsutvecklingen i Porkeri 1985–2015 | Befolkningsutvecklingen i Porkeri 1985–2015 | Befolkningsutvecklingen i Porkeri 1985–2015 | Befolkningsutvecklingen i Porkeri 1985–2015 |
| ------------------------------------------- | ------------------------------------------- | ------------------------------------------- | ------------------------------------------- | ------------------------------------------- |
|                                             |                                             |                                             |                                             |                                             |
| År                                          |                                             |                                             | Folkmängd                                   |                                             |
| 1985                                        | 1985                                        |                                             | 363                                         |                                             |
| 1990                                        | 1990                                        |                                             | 399                                         |                                             |
| 1995                                        | 1995                                        |                                             | 384                                         |                                             |
| 2000                                        | 2000                                        |                                             | 356                                         |                                             |
| 2005                                        | 2005                                        |                                             | 353                                         |                                             |
| 2010                                        | 2010                                        |                                             | 325                                         |                                             |
| 2015                                        | 2015                                        |                                             | 297                                         |                                             |
|                                             |                                             |                                             |                                             |                                             |